# キャサリン・ティザード

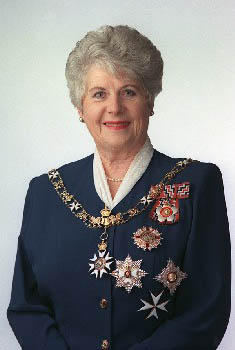
キャサリン・ティザード

デイム・キャサリン・アン・ティザード（Dame Catherine Anne Tizard（旧姓：Maclean）、ONZ、GCMG、GCVO、DBE、QSO、1931年4月4日 - 2021年10月31日）は、ニュージーランドの元政治家、元オークランド市長、元オークランド市議会議員、第16代ニュージーランド総督。

## 来歴
北島マタマタ近郊ワハロア出身。スコットランド系の家系の出身である。オークランド大学へ進学し動物学を専攻。ボブ・ティザード（のちにニュージーランド副首相を務める）と知り合い、1951年に20歳で結婚する。ボブとの間に4子（1980年に離婚）。ニュージーランド労働党所属のジュディス・ティザード議員は娘である。
行政組織への初参加はプレイセンター委員。その後プレイセンター会長に就任する。その後、中等学校理事を歴任。結婚後に大学を休学するが復学し1961年に卒業。1962年にオークランド大学動物学科臨時講師に就任。1971年にオークランド市議会議員に当選し12年間務める。1976年から1985年までテレビジョン・ニュージーランド（TVNZ）のトークショー番組『ビューティー・アンド・ザ・ビースト』に出演。1980年にオークランド地方議会議員を歴任。1983年に女性として初となるオークランド市長に当選する。1990年まで市長を務め、同年12月13日にジム・ボルジャー首相（当時）の指名（推薦）を受け、第16代ニュージーランド総督に就任する。総督就任はニュージーランドの女性として初、イギリス連邦で3番目の女性総督に就任する。
ティザードは女性総督として国民の間で人気を博し、通例任期5年の総督職を延長され1996年3月21日まで務める。後任の総督には、マイケル・ハーディ・ボーイズが指名される。2007年10月にオークランド・ノースランド連隊名誉大佐に任命される。
晩年は長い闘病生活を送った。2021年10月31日に90歳で死去。